# Diplazium paucijugum
Diplazium paucijugum là một loài dương xỉ trong họ Athyriaceae. Loài này được Stolze mô tả khoa học đầu tiên năm 1991.
Danh pháp khoa học của loài này chưa được làm sáng tỏ. 